# Барушель, Джей
Джо́натан А́дам Са́ундерс (Джей) Ба́рушель (англ. Jonathan Adam Saunders "Jay" Baruchel, род. 9 апреля 1982, Оттава) — канадский актёр и музыкант.

## Биография
Джей Барушель родился 9 апреля 1982 года в городе Оттава, канадской провинции Онтарио, в семье Сержа Барушеля, продавца антиквариата, и Робин Барушель (урождённой Роделл), которая работает как независимая журналистка. Его дедушка по отцовской линии был сефардским евреем, остальные родственники происходили из Франции, Италии и Германии.
Джей провёл большую часть своего детства в Монреале, провинции Квебек, где жил в районе Нотр-Дам-де-Грас, посещая школу искусств на базе общего образования, окончив которую, решил стать актёром. Ещё у него есть младшая сестра Тейлор, 1987 года рождения.
Первыми шагами были эпизодические роли в сериалах «Боишься ли ты темноты?» и «Мой родной город». В 1997—1998 годах ведёт передачу «Популярная механика для детей». После этого играет несколько маленьких ролей в сериалах «Самая плохая ведьма», «Кто получит дом?» и снова появляется в нескольких эпизодах «Боишься ли ты темноты?». В 2000 году снялся в фильме «Почти знаменит», где сыграл роль Вика Маноза.
Настоящим прорывом стала роль в фильме «Малышка на миллион», где он снимался с такими знаменитостями как Морган Фримен, Клинт Иствуд, Хилари Суэнк. В 2007 году были роли в фильмах «Немножко беременна» и «Меня зовут Рид Фиш». А в 2008 году участвовал в комедии «Солдаты неудачи», где Джей Барушель играл вместе с Беном Стиллером. Вместе со Стиллером он также снимался в комедии «Ночь в музее 2» в 2009 году.
В 2010 году Барушель снялся в одной из главных ролей в фильме «Ученик чародея», а также озвучил главного персонажа очень успешного мультфильма «Как приручить дракона». Впоследствии он озвучил Иккинга в продолжении всей франшизы, включая телевизионные сериалы.
В июле 2014 года, было объявлено, что Барушель будет играть главную роль в комедии «Мужчина ищет женщину» от канала FXX. Премьера состоялась в январе 2015 года. В 2017 году сериал был закрыт после трёх сезонов.

## Личная жизнь
В 2004 году состоял в отношениях с актрисой Сарой Линд.
В 2011 году Джей обручился с актрисой Элисон Пилл. В 2013 году пара распалась.

## Фильмография
| Год          |    | Русское название                             | Оригинальное название                          | Роль                        |
| ------------ | -- | -------------------------------------------- | ---------------------------------------------- | --------------------------- |
| 1995         | с  | Боишься ли ты темноты?                       | Are You Afraid of the Dark?                    | Джо (1 эпизод)              |
| 1996         | с  | Мой родной город                             | My Hometown                                    | Томас (3 эпизода)           |
| 1998         | с  | Самая плохая ведьма                          | The Worst Witch                                | Бил (1 эпизод)              |
| 1999         | ф  | Бегом домой                                  | Running Home                                   | ребёнок #2                  |
| 1999         | ф  | Кто получит дом?                             | Who Gets the House?                            | Джонатан                    |
| 2000         | с  | Боишься ли ты темноты?                       | Are You Afraid of the Dark?                    | Алекс (3 эпизода)           |
| 2000         | ф  | Почти знаменит                               | Almost Famous                                  | Vic Munoz                   |
| 2002         | ф  | Matthew Black heart: Monster Smasher (ТВ)    | 'Matthew Blackheart: Monster Smasher           | Джимми Флеминг              |
| 2002         | ф  | Правила секса                                | Rules of Attraction                            | Гарри                       |
| 2003         | ф  | Игра возмездия                               | Nemesis Game                                   | Джереми                     |
| 2001—2003    | с  | Неопределившиеся                             | Undeclared                                     | Стивен Карп (17 эпизодов)   |
| 2004         | с  | The Stones                                   | The Stones                                     | Винстон Стоун (6 эпизодов)  |
| 2004         | ф  | Малышка на миллион                           | Million Dollar Baby                            | Danger Barch                |
| 2007—2007    | с  | 4исла                                        | Numb3rs                                        | Освальд (2 эпизода)         |
| 2005         | ф  | Коди                                         | Fetching Cody                                  | Арт Франкел                 |
| 2006         | ф  | Меня зовут Рид Фиш                           | I’m Reed Fish                                  | Рид Фиш                     |
| 2007         | ф  | Немножко беременна                           | Knocked Up                                     | Джей                        |
| 2007         | ф  | Свежезахороненные                            | Just Buried                                    | Oliver Whynacht             |
| 2008         | ф  | Real Time                                    | Real Time                                      | Andy Hayes                  |
| 2008         | ф  | Фанаты                                       | Fanboys                                        | Виндоус                     |
| 2008         | ф  | Солдаты неудачи                              | Tropic Thunder                                 | Kevin Sandusky              |
| 2008         | ф  | Будь моим парнем на пять минут               | Nick and Norah’s Infinite Playlist             | Тал                         |
| 2009         | ф  | Ночь в музее 2                               | Night at the Museum: Battle of the Smithsonian | Sailor Joey Motorola        |
| 2009         | ф  | Троцкий                                      | The Trotsky                                    | Леон Бронштейн              |
| 2010         | ф  | Слишком крута для тебя                       | She’s Out of My League                         | Кирк                        |
| 2010         | мф | Как приручить дракона                        | How to Train Your Dragon                       | Иккинг                      |
| 2010         | ф  | Ученик чародея                               | Sorcerer’s Apprentice, The                     | Дейв                        |
| 2010         | ф  | Хорошие соседи                               | Good Neighbours                                |                             |
| 2011         | ф  | Вышибала                                     | Goon                                           | Райан                       |
| 2012         | ф  | Космополис                                   | Cosmopolis                                     | Шинер                       |
| 2013         | ф  | Конец света 2013: Апокалипсис по-голливудски | The End of the World                           | Джей Барушель               |
| 2013         | ф  | Чёрные метки                                 | The Art of the Steal                           | Фрэнси Тобин                |
| 2014         | ф  | Робокоп                                      | RoboCop                                        | Поуп                        |
| 2014         | мф | Как приручить дракона 2                      | How to Train Your Dragon 2                     | Иккинг, озвучка             |
| 2015         | ф  | Алоха                                        | Aloha                                          |                             |
| 2015—2017    | с  | Мужчина ищет женщину                         | Man Seeking Woman                              | Джош Гринберг (30 эпизодов) |
| 2017         | ф  | Вышибала: Эпический замес                    | Goon 2                                         | Райан                       |
| 2019         | мф | Как приручить дракона 3                      | How to Train Your Dragon 3                     | Иккинг                      |
| 2019         | ф  | Реальная любовь в Нью-Йорке                  | The Kindness of Strangers                      | Джон                        |
| 2019         | ф  | Случайные акты насилия                       | Random Acts of Violence                        | Эзра                        |
| 2019 — н. в. | с  | Рождество с семейкой Муди                    | The Moodys                                     | Шон Муди мл. (6 эпизодов)   |
| 2023         | ф  | Кто убил BlackBerry                          | BlackBerry                                     | Майк Лазаридис              |

## Награды
- 2007 Премия U.S. Comedy Arts Festival — Best Actor (за фильм Меня зовут Рид Фиш)
- 2007 Премия U.S. Comedy Arts Festival — Best Actor Award (за фильм Меня зовут Рид Фиш)[8]